# Cross féminin de snowboard aux Jeux olympiques de 2022
Navigation
Pyeongchang 2018 Milan-Cortina 2026
Le cross féminin de snowboard aux Jeux olympiques d'hiver de 2022 a lieu le 9 février 2022, au Genting Secret Garden de Zhangjiakou. 

## Résultats

### Qualifications
| Rang | Dossard | Athlète                         | Nationalité     | 1re manche    | 2e manche       | Meilleurs temps |
| ---- | ------- | ------------------------------- | --------------- | ------------- | --------------- | --------------- |
| 1    | 4       | Michela Moioli                  | Italie          | 1 min 22 s 19 | -               | 1 min 22 s 19   |
| 2    | 3       | Charlotte Bankes                | Grande-Bretagne | 1 min 22 s 72 | -               | 1 min 22 s 72   |
| 3    | 14      | Meryeta O'Dine                  | Canada          | 1 min 23 s 01 | -               | 1 min 23 s 01   |
| 4    | 1       | Stacy Gaskill                   | États-Unis      | 1 min 23 s 14 | -               | 1 min 23 s 14   |
| 5    | 6       | Lindsey Jacobellis              | États-Unis      | 1 min 23 s 44 | -               | 1 min 23 s 44   |
| 6    | 10      | Julia Pereira de Sousa Mabileau | France          | 1 min 23 s 89 | -               | 1 min 23 s 89   |
| 7    | 5       | Faye Gulini                     | États-Unis      | 1 min 23 s 98 | -               | 1 min 23 s 98   |
| 8    | 7       | Chloé Trespeuch                 | France          | 1 min 24 s 27 | -               | 1 min 24 s 27   |
| 9    | 8       | Pia Zerkhold                    | Autriche        | 1 min 24 s 53 | -               | 1 min 24 s 53   |
| 10   | 16      | Kristina Paul                   | ROC             | 1 min 24 s 76 | -               | 1 min 24 s 76   |
| 11   | 25      | Caterina Carpano                | Italie          | 1 min 24 s 87 | -               | 1 min 24 s 87   |
| 12   | 15      | Manon Petit-Lenoir              | France          | 1 min 24 s 96 | -               | 1 min 24 s 96   |
| 13   | 12      | Audrey McManiman                | Canada          | 1 min 24 s 98 | -               | 1 min 24 s 98   |
| 14   | 20      | Josie Baff                      | Australie       | 1 min 25 s 11 | -               | 1 min 25 s 11   |
| 15   | 22      | Sophie Hediger                  | Suisse          | 1 min 25 s 14 | -               | 1 min 25 s 14   |
| 16   | 23      | Meghan Tierney                  | États-Unis      | 1 min 25 s 16 | -               | 1 min 25 s 16   |
| 17   | 17      | Lara Casanova                   | Suisse          | 1 min 26 s 89 | 1 min 24 s 12   | 1 min 24 s 12   |
| 18   | 2       | Belle Brockhoff                 | Australie       | 1 min 25 s 72 | 1 min 24 s 72   | 1 min 24 s 72   |
| 19   | 29      | Aleksandra Parshina             | ROC             | 1 min 27 s 16 | 1 min 24 s 76   | 1 min 24 s 76   |
| 20   | 26      | Jana Fischer                    | Allemagne       | 1 min 25 s 76 | 1 min 24 s 88   | 1 min 24 s 88   |
| 21   | 19      | Alexia Queyrel                  | France          | 1 min 25 s 25 | 1 min 25 s 17   | 1 min 25 s 17   |
| 22   | 21      | Francesca Gallina               | Italie          | 1 min 25 s 27 | 1 min 25 s 51   | 1 min 25 s 27   |
| 23   | 27      | Vendula Hopjáková               | Tchéquie        | 1 min 26 s 26 | 1 h 25 min 49 s | 1 min 25 s 49   |
| 24   | 13      | Zoe Bergermann                  | Canada          | 1 min 28 s 68 | 1 min 25 s 84   | 1 min 25 s 84   |
| 25   | 24      | Mariya Vasiltsova               | ROC             | 1 min 26 s 39 | 1 min 25 s 90   | 1 min 25 s 90   |
| 26   | 9       | Tess Critchlow                  | Canada          | 1 min 26 s 51 | 1 min 26 s 13   | 1 min 26 s 13   |
| 27   | 28      | Ekaterina Lokteva-Zagorskaia    | ROC             | 1 min 26 s 22 | 1 min 26 s 41   | 1 min 26 s 22   |
| 28   | 18      | Sina Siegenthaler               | Suisse          | 1 min 26 s 62 | 1 min 27 s 44   | 1 min 26 s 62   |
| 29   | 11      | Sofia Belingheri                | Italie          | 1 min 27 s 81 | 1 min 33 s 48   | 1 min 27 s 81   |
| 30   | 32      | Feng He                         | Chine           | 1 min 34 s 31 | 1 min 31 s 25   | 1 min 31 s 25   |
| 31   | 30      | Maeva Estévez                   | Andorre         | Abandon       | Forfait         | -               |
| 32   | 31      | Yuka Nakamura                   | Japon           | Forfait       | Forfait         | Forfait         |

### Huitièmes de finale
| Rang | Dossard | Athlète        | Nationalité | Notes     |
| ---- | ------- | -------------- | ----------- | --------- |
| 1    | 1       | Michela Moioli | Italie      | Qualifiée |
| 2    | 16      | Meghan Tierney | États-Unis  | Qualifiée |
| 3    | 17      | Lara Casanova  | Suisse      |           |
| 4    | 32      | Yuka Nakamura  | Japon       |           |

| Rang | Dossard | Athlète           | Nationalité | Notes     |
| ---- | ------- | ----------------- | ----------- | --------- |
| 1    | 8       | Chloé Trespeuch   | France      | Qualifiée |
| 2    | 24      | Zoe Bergermann    | Canada      | Qualifiée |
| 3    | 9       | Pia Zerkhold      | Autriche    |           |
| 4    | 25      | Mariya Vasiltsova | ROC         |           |

| Rang | Dossard | Athlète            | Nationalité | Notes     |
| ---- | ------- | ------------------ | ----------- | --------- |
| 1    | 5       | Lindsey Jacobellis | États-Unis  | Qualifiée |
| 2    | 28      | Sina Siegenthaler  | Suisse      | Qualifiée |
| 3    | 12      | Manon Petit-Lenoir | France      |           |
| 4    | 21      | Alexia Queyrel     | France      |           |

| Rang | Dossard | Athlète          | Nationalité | Notes     |
| ---- | ------- | ---------------- | ----------- | --------- |
| 1    | 4       | Stacy Gaskill    | États-Unis  | Qualifiée |
| 2    | 13      | Audrey McManiman | Canada      | Qualifiée |
| 3    | 20      | Jana Fischer     | Allemagne   |           |
| 4    | 29      | Sofia Belingheri | Italie      |           |

| Rang | Dossard | Athlète             | Nationalité | Notes     |
| ---- | ------- | ------------------- | ----------- | --------- |
| 1    | 3       | Meryeta O'Dine      | Canada      | Qualifiée |
| 2    | 19      | Aleksandra Parshina | ROC         | Qualifiée |
| 3    | 14      | Josie Baff          | Australie   |           |
| 4    | 30      | Feng He             | Chine       |           |

| Rang | Dossard | Athlète                         | Nationalité | Notes     |
| ---- | ------- | ------------------------------- | ----------- | --------- |
| 1    | 6       | Julia Pereira de Sousa Mabileau | France      | Qualifiée |
| 2    | 11      | Caterina Carpano                | Italie      | Qualifiée |
| 3    | 22      | Francesca Gallina               | Italie      |           |
| 4    | 27      | Ekaterina Lokteva-Zagorskaia    | ROC         |           |

| Rang | Dossard | Athlète           | Nationalité | Notes     |
| ---- | ------- | ----------------- | ----------- | --------- |
| 1    | 7       | Faye Gulini       | États-Unis  | Qualifiée |
| 2    | 26      | Tess Critchlow    | Canada      | Qualifiée |
| 3    | 10      | Kristina Paul     | ROC         |           |
| 4    | 23      | Vendula Hopjáková | Tchéquie    |           |

| Rang | Dossard | Athlète          | Nationalité     | Notes     |
| ---- | ------- | ---------------- | --------------- | --------- |
| 1    | 2       | Charlotte Bankes | Grande-Bretagne | Qualifiée |
| 2    | 18      | Belle Brockhoff  | Australie       | Qualifiée |
| 3    | 15      | Sophie Hediger   | Suisse          |           |
| 4    | 31      | Maeva Estévez    | Andorre         |           |

### Quarts de finale
| Rang | Dossard | Athlète         | Nationalité | Notes     |
| ---- | ------- | --------------- | ----------- | --------- |
| 1    | 1       | Michela Moioli  | Italie      | Qualifiée |
| 2    | 8       | Chloé Trespeuch | France      | Qualifiée |
| 3    | 16      | Meghan Tierney  | États-Unis  |           |
| 4    | 24      | Zoe Bergermann  | Canada      |           |

| Rang | Dossard | Athlète            | Nationalité | Notes     |
| ---- | ------- | ------------------ | ----------- | --------- |
| 1    | 5       | Lindsey Jacobellis | États-Unis  | Qualifiée |
| 2    | 4       | Stacy Gaskill      | États-Unis  | Qualifiée |
| 3    | 13      | Audrey McManiman   | Canada      |           |
| 4    | 28      | Sina Siegenthaler  | Suisse      |           |

| Rang | Dossard | Athlète                         | Nationalité | Notes     |
| ---- | ------- | ------------------------------- | ----------- | --------- |
| 1    | 3       | Meryeta O'Dine                  | Canada      | Qualifiée |
| 2    | 6       | Julia Pereira de Sousa Mabileau | France      | Qualifiée |
| 3    | 11      | Caterina Carpano                | Italie      |           |
| 4    | 19      | Aleksandra Parshina             | ROC         |           |

| Rang | Dossard | Athlète          | Nationalité     | Notes     |
| ---- | ------- | ---------------- | --------------- | --------- |
| 1    | 26      | Tess Critchlow   | Canada          | Qualifiée |
| 2    | 18      | Belle Brockhoff  | Australie       | Qualifiée |
| 3    | 2       | Charlotte Bankes | Grande-Bretagne |           |
| 4    | 7       | Faye Gulini      | États-Unis      |           |

### Demi-finales
| Rang | Dossard | Athlète            | Nationalité | Notes    |
| ---- | ------- | ------------------ | ----------- | -------- |
| 1    | 5       | Lindsey Jacobellis | États-Unis  | Finale A |
| 2    | 8       | Chloé Trespeuch    | France      | Finale A |
| 3    | 1       | Michela Moioli     | Italie      | Finale B |
| 4    | 4       | Stacy Gaskill      | États-Unis  | Finale B |

| Rang | Dossard | Athlète                         | Nationalité | Notes    |
| ---- | ------- | ------------------------------- | ----------- | -------- |
| 1    | 3       | Meryeta O'Dine                  | Canada      | Finale A |
| 2    | 18      | Belle Brockhoff                 | Australie   | Finale A |
| 3    | 26      | Tess Critchlow                  | Canada      | Finale B |
| 4    | 6       | Julia Pereira de Sousa Mabileau | France      | Finale B |

### Finale
| Rang                                | Dossard | Athlète            | Nationalité |
| ----------------------------------- | ------- | ------------------ | ----------- |
| Médaille d'or, Jeux olympiques      | 5       | Lindsey Jacobellis | États-Unis  |
| Médaille d'argent, Jeux olympiques  | 8       | Chloé Trespeuch    | France      |
| Médaille de bronze, Jeux olympiques | 3       | Meryeta O'Dine     | Canada      |
| 4                                   | 18      | Belle Brockhoff    | Australie   |

| Rang | Dossard | Athlète                         | Nationalité |
| ---- | ------- | ------------------------------- | ----------- |
| 5    | 6       | Julia Pereira de Sousa Mabileau | France      |
| 6    | 26      | Tess Critchlow                  | Canada      |
| 7    | 4       | Stacy Gaskill                   | États-Unis  |
| 8    | 1       | Michela Moioli                  | Italie      |